# Джафна (полуостров)
Джафна (там. யாழ்ப்பாணம், синг. යාපනය) — полуостров на севере острова Цейлон, омывается Манарским и Бенгальским заливами, а также Полкским проливом. Длина около 70 км, ширина 15-20 км, лагунные извилистые берега. Самыми большими лагунами полуострова являются лагуны Джафна и Вадамараччи.
На полуострове располагается столица Северной провинции Шри-Ланки — Джафна.

## История

### Земля народа нага
Народ нага был одним из древних племен Шри-Ланки. Ещё до эпохи средневековья полуостров Джафна был известен как Нага-наду, что означает «Земля нагов», как упоминается в двойных эпосах древнего Тамилакама, Силаппатикарам и Манимекалай. В палийских хрониках Махавамса также упоминается полуостров с соответствующим названием Нагадипа, что означает «остров нага». 
Некоторые ученые предполагают, что народ нага были предками тамильско-говорящих дравидов.

### Государство Джафна

Границы государства Джафна

В XIII веке северная часть Шри-Ланки находилась под властью династии Пандья. Министр Кулашекара Чинкаяриян был назначен королём полуострова. Он стал первым королем династии Арьячакраварти. 
Династия Арьячакраварти правила полуостровом до 1619 года, после того как последний король Чанкили II был убит во время португальского завоевания королевства Джафна.

## Климат
На полуострове Джафна тропический климат с сухой зимой и дождливым летом. Самые жаркое время в период с апреля по май и с августа по сентябрь, а прохладное в декабре-январе.